# Robert Kingston Scott
Robert Kingston Scott, född 8 juli 1826 i Armstrong County i Pennsylvania, död 12 augusti 1900 i Napoleon i Ohio, var en amerikansk republikansk politiker och militär. Han var South Carolinas guvernör 1868–1872.
Scott studerade vid Ohio Central College och Starling Medical College (numera Ohio State University College of Medicine). I amerikanska inbördeskriget tjänstgjorde han som officer i nordstatsarmén.
Scott efterträdde 1868 James Lawrence Orr som South Carolinas guvernör och efterträddes 1872 av Franklin Moses.
Scott avled 1900 och gravsattes i Henry County i Ohio.